# キンイロクワガタ亜科
キンイロクワガタ亜科（キンイロクワガタあか）とは、昆虫綱コウチュウ目クワガタムシ科に属する亜科の一つ。

## 形態
この分類に属するクワガタムシの共通点として頭部は極端に小さく、触角の片状節は3～4本でクワガタムシ亜科より丸く集約すること。
また、幼虫の腹部尾端は他のクワガタより細長い。蛹の前足は前向き；露出する雄性器は長くて目立つ、巻貝の様に畳める。
黒褐色のムカシクワガタ属を除く、ほぼ全ての成虫は雌雄共に金属光沢を持つ。全般的にオスの大アゴも上に湾曲する傾向があり、特に長歯型のニジイロクワガタとキンイロクワガタはかなり目立つ。

## 系統
遺伝子分析によるとキンイロクワガタ亜科はツヤハダクワガタ属の姉妹群とされる。
似たような外見を持つムナコブクワガタ属とヒメキンイロクワガタ属はかつてキンイロクワガタ亜科の仲間として記載されるが、遺伝子分析と細部の違いによりクワガタムシ亜科として認められ、再分類される。

## 分類
5属11種が知られ、本亜科はキンイロクワガタ属 以外の属は全て単型属（1属1種）となる。
ニジイロクワガタ属 Phalacrognathus
キンイロクワガタ属 Lamprima
ニセキンイロクワガタ属 Homolamprima
ムカシクワガタ属 Dendroblax
ドウイロクワガタ属Streptocerus

## 人間との関わり
クワガタムシ科としてごく小さな亜科であるが、ニジイロクワガタとキンイロクワガタは派手な体色に加えて飼育も容易く、色虫としてクワガタムシ亜科に劣ず人気は高い。